# مارتا بيانكي
مارتا بيانكي (بالإسبانية: Marta Bianchi)‏ (و. 1943 – م) هي ممثلة، من الأرجنتين، ولدت في بوينس آيرس.

## وصلات خارجية
- مارتا بيانكي على موقع IMDb (الإنجليزية)
- مارتا بيانكي على موقع قاعدة بيانات الفيلم (الإنجليزية)